# HD 60150
HD 60150，又名CP-64 721，SAO 249864、HR 2888，是一颗恒星，视星等为6.39，位于銀經275.98，銀緯-20.45，其B1900.0坐标为赤經7h 28m 2.5s，赤緯-64° -20.45′ 0″。